# Copa Hopman 2012
La Hyundai Hopman Cup XXIV, conegut també com a Official ITF Mixed Teams Championship 2012, correspon a la 24a edició de la Copa Hopman de tennis entre països. Vuit països participen en el Grup Mundial amb un tennista de cada sexe. Aquesta edició es disputa entre el 31 de desembre de 2011 i el 7 de gener de 2012 en el Burswood Entertainment Complex de Perth, Austràlia.
L'equip de la República Txeca format per Petra Kvitová i Tomáš Berdych van superar a França en la final i van aconseguir el segon trofeu pel seu país després del títol aconseguit l'any 1994.

## Equips
Equips que participants en el torneig:
| 1. Txèquia – Petra Kvitová / Tomáš Berdych 2. França – Marion Bartoli / Richard Gasquet 3. Espanya – Anabel Medina Garrigues / Fernando Verdasco 4. Estats Units – Bethanie Mattek-Sands / Mardy Fish | - Austràlia – Jarmila Gajdosova / Lleyton Hewitt - Bulgària – Tsvetana Pironkova / Grígor Dimitrov - Dinamarca – Caroline Wozniacki / Frederik Nielsen - R.P. de la Xina – Li Na / Wu Di |

## Grup A

### Classificació
| Pos. | País         | V | D | Partits | Sets    |
| ---- | ------------ | - | - | ------- | ------- |
| 1    | Txèquia      | 3 | 0 | 7 − 1   | 15 − 4  |
| 2    | Bulgària     | 2 | 1 | 5 − 4   | 11 − 10 |
| 3    | Dinamarca    | 1 | 2 | 3 − 5   | 9 − 11  |
| 4    | Estats Units | 0 | 3 | 2 − 7   | 4 − 14  |

### Partits

#### República Txeca vs. Bulgària
| · República Txeca · 2 | Burswood Entertainment Complex, Perth 2 de gener de 2012 Dura interior | Burswood Entertainment Complex, Perth 2 de gener de 2012 Dura interior | · Bulgària · 1 |      |          |  |
| \| \| \| \| 1 \| 2 \| 3 \| \| \| - \| -------------------------- \| ------------------------------------------------------------------ \| --- \| ---- \| -------- \| \| \| 1 \| República Txeca · Bulgària \| Petra Kvitová Tsvetana Pironkova \| 6 4 \| 6 2 \| \| \| \| 2 \| República Txeca · Bulgària \| Tomáš Berdych Grígor Dimitrov \| 6 4 \| 6⁹ 7 \| 6 3 \| \| \| 3 \| República Txeca · Bulgària \| Petra Kvitová / Tomáš Berdych Tsvetana Pironkova / Grígor Dimitrov \| 6 2 \| 3 6 \| [9] [11] \| \| |                                                                        |                                                                        |                |      |          |  |
| |                                                                        |                                                                        | 1              | 2    | 3        |  |
| 1 | República Txeca · Bulgària                                             | Petra Kvitová Tsvetana Pironkova                                       | 6 4            | 6 2  |          |  |
| 2 | República Txeca · Bulgària                                             | Tomáš Berdych Grígor Dimitrov                                          | 6 4            | 6⁹ 7 | 6 3      |  |
| 3 | República Txeca · Bulgària                                             | Petra Kvitová / Tomáš Berdych Tsvetana Pironkova / Grígor Dimitrov     | 6 2            | 3 6  | [9] [11] |  |

#### Estats Units vs. Dinamarca
| · Estats Units · 1 | Burswood Entertainment Complex, Perth 2 de gener de 2012 Dura interior | Burswood Entertainment Complex, Perth 2 de gener de 2012 Dura interior   | · Dinamarca · 2 |      |     |  |
| \| \| \| \| 1 \| 2 \| 3 \| \| \| - \| ------------------------ \| ------------------------------------------------------------------------ \| ---- \| ---- \| --- \| \| \| 1 \| Estats Units · Dinamarca \| Bethanie Mattek-Sands Caroline Wozniacki \| 64 7 \| 2 6 \| \| \| \| 2 \| Estats Units · Dinamarca \| Mardy Fish Frederik Nielsen \| 4 6 \| 7 6⁵ \| 6 4 \| \| \| 3 \| Estats Units · Dinamarca \| Bethanie Mattek-Sands / Mardy Fish Caroline Wozniacki / Frederik Nielsen \| 5 7 \| 3 6 \| \| \| |                                                                        |                                                                          |                 |      |     |  |
| |                                                                        |                                                                          | 1               | 2    | 3   |  |
| 1 | Estats Units · Dinamarca                                               | Bethanie Mattek-Sands Caroline Wozniacki                                 | 64 7            | 2 6  |     |  |
| 2 | Estats Units · Dinamarca                                               | Mardy Fish Frederik Nielsen                                              | 4 6             | 7 6⁵ | 6 4 |  |
| 3 | Estats Units · Dinamarca                                               | Bethanie Mattek-Sands / Mardy Fish Caroline Wozniacki / Frederik Nielsen | 5 7             | 3 6  |     |  |

#### Dinamarca vs. Bulgària
| · Dinamarca · 1 | Burswood Entertainment Complex, Perth 4 de gener de 2012 Dura interior | Burswood Entertainment Complex, Perth 4 de gener de 2012 Dura interior     | · Bulgària · 2 |     |          |  |
| \| \| \| \| 1 \| 2 \| 3 \| \| \| - \| -------------------- \| -------------------------------------------------------------------------- \| ---- \| --- \| -------- \| \| \| 1 \| Dinamarca · Bulgària \| Caroline Wozniacki Tsvetana Pironkova \| 7 5 \| 4 6 \| 6 2 \| \| \| 2 \| Dinamarca · Bulgària \| Frederik Nielsen Grígor Dimitrov \| 6⁵ 7 \| 2 6 \| \| \| \| 3 \| Dinamarca · Bulgària \| Caroline Wozniacki / Frederik Nielsen Tsvetana Pironkova / Grígor Dimitrov \| 6 3 \| 4 6 \| [1] [10] \| \| |                                                                        |                                                                            |                |     |          |  |
| |                                                                        |                                                                            | 1              | 2   | 3        |  |
| 1 | Dinamarca · Bulgària                                                   | Caroline Wozniacki Tsvetana Pironkova                                      | 7 5            | 4 6 | 6 2      |  |
| 2 | Dinamarca · Bulgària                                                   | Frederik Nielsen Grígor Dimitrov                                           | 6⁵ 7           | 2 6 |          |  |
| 3 | Dinamarca · Bulgària                                                   | Caroline Wozniacki / Frederik Nielsen Tsvetana Pironkova / Grígor Dimitrov | 6 3            | 4 6 | [1] [10] |  |

#### República Txeca vs. Estats Units
| · República Txeca · 3 | Burswood Entertainment Complex, Perth 4 de gener de 2012 Dura interior | Burswood Entertainment Complex, Perth 4 de gener de 2012 Dura interior | · Estats Units · 0 |     |   |  |
| \| \| \| \| 1 \| 2 \| 3 \| \| \| - \| ------------------------------ \| ---------------------------------------------------------------- \| --- \| --- \| - \| \| \| 1 \| República Txeca · Estats Units \| Petra Kvitová Bethanie Mattek-Sands \| 6 2 \| 6 1 \| \| \| \| 2 \| República Txeca · Estats Units \| Tomáš Berdych Mardy Fish \| 6 3 \| 6 3 \| \| \| \| 3 \| República Txeca · Estats Units \| Petra Kvitová / Tomáš Berdych Bethanie Mattek-Sands / Mardy Fish \| 6 3 \| 7 5 \| \| \| |                                                                        |                                                                        |                    |     |   |  |
| |                                                                        |                                                                        | 1                  | 2   | 3 |  |
| 1 | República Txeca · Estats Units                                         | Petra Kvitová Bethanie Mattek-Sands                                    | 6 2                | 6 1 |   |  |
| 2 | República Txeca · Estats Units                                         | Tomáš Berdych Mardy Fish                                               | 6 3                | 6 3 |   |  |
| 3 | República Txeca · Estats Units                                         | Petra Kvitová / Tomáš Berdych Bethanie Mattek-Sands / Mardy Fish       | 6 3                | 7 5 |   |  |

#### República Txeca vs. Dinamarca
| · República Txeca · 2 | Burswood Entertainment Complex, Perth 6 de gener de 2012 Dura interior | Burswood Entertainment Complex, Perth 6 de gener de 2012 Dura interior | · Dinamarca · 0 |     |     |             |
| \| \| \| \| 1 \| 2 \| 3 \| \| \| - \| --------------------------- \| ------------------------------------------------------------------- \| ---- \| --- \| --- \| ----------- \| \| 1 \| República Txeca · Dinamarca \| Petra Kvitová Caroline Wozniacki \| 7 64 \| 3 6 \| 6 4 \| \| \| 2 \| República Txeca · Dinamarca \| Tomáš Berdych Frederik Nielsen \| 6 1 \| 6 3 \| \| \| \| 3 \| República Txeca · Dinamarca \| Petra Kvitová / Tomáš Berdych Caroline Wozniacki / Frederik Nielsen \| \| \| \| No disputat \| |                                                                        |                                                                        |                 |     |     |             |
| |                                                                        |                                                                        | 1               | 2   | 3   |             |
| 1 | República Txeca · Dinamarca                                            | Petra Kvitová Caroline Wozniacki                                       | 7 64            | 3 6 | 6 4 |             |
| 2 | República Txeca · Dinamarca                                            | Tomáš Berdych Frederik Nielsen                                         | 6 1             | 6 3 |     |             |
| 3 | República Txeca · Dinamarca                                            | Petra Kvitová / Tomáš Berdych Caroline Wozniacki / Frederik Nielsen    |                 |     |     | No disputat |

#### Estats Units vs. Bulgària
| · Estats Units · 1 | Burswood Entertainment Complex, Perth 6 de gener de 2012 Dura interior | Burswood Entertainment Complex, Perth 6 de gener de 2012 Dura interior  | · Bulgària · 2 |     |   |  |
| \| \| \| \| 1 \| 2 \| 3 \| \| \| - \| ----------------------- \| ----------------------------------------------------------------------- \| --- \| --- \| - \| \| \| 1 \| Estats Units · Bulgària \| Bethanie Mattek-Sands Tsvetana Pironkova \| 6 4 \| 6 4 \| \| \| \| 2 \| Estats Units · Bulgària \| Mardy Fish Grígor Dimitrov \| 2 6 \| 1 6 \| \| \| \| 3 \| Estats Units · Bulgària \| Bethanie Mattek-Sands / Mardy Fish Tsvetana Pironkova / Grígor Dimitrov \| 5 8 \| \| \| \| |                                                                        |                                                                         |                |     |   |  |
| |                                                                        |                                                                         | 1              | 2   | 3 |  |
| 1 | Estats Units · Bulgària                                                | Bethanie Mattek-Sands Tsvetana Pironkova                                | 6 4            | 6 4 |   |  |
| 2 | Estats Units · Bulgària                                                | Mardy Fish Grígor Dimitrov                                              | 2 6            | 1 6 |   |  |
| 3 | Estats Units · Bulgària                                                | Bethanie Mattek-Sands / Mardy Fish Tsvetana Pironkova / Grígor Dimitrov | 5 8            |     |   |  |

## Grup B

### Classificació
| Pos. | País            | V | D | Partits | Sets   |
| ---- | --------------- | - | - | ------- | ------ |
| 1    | França          | 3 | 0 | 7 − 1   | 15 − 3 |
| 2    | Espanya         | 2 | 1 | 4 − 4   | 9 − 10 |
| 3    | Austràlia       | 1 | 2 | 3 − 6   | 8 − 13 |
| 4    | R.P. de la Xina | 0 | 3 | 3 − 6   | 6 − 12 |

### Partits

#### França vs. Xina
| · França · 2 | Burswood Entertainment Complex, Perth 31 de desembre de 2011 Dura interior | Burswood Entertainment Complex, Perth 31 de desembre de 2011 Dura interior | · Xina · 1 |     |     |  |
| \| \| \| \| 1 \| 2 \| 3 \| \| \| - \| ------------- \| ---------------------------------------------- \| --- \| --- \| --- \| \| \| 1 \| França · Xina \| Marion Bartoli Li Na \| 6 2 \| 2 6 \| 4 6 \| \| \| 2 \| França · Xina \| Richard Gasquet Wu Di \| 6 1 \| 6 3 \| \| \| \| 3 \| França · Xina \| Marion Bartoli / Richard Gasquet Li Na / Wu Di \| 6 1 \| 6 1 \| \| \| |                                                                            |                                                                            |            |     |     |  |
| |                                                                            |                                                                            | 1          | 2   | 3   |  |
| 1 | França · Xina                                                              | Marion Bartoli Li Na                                                       | 6 2        | 2 6 | 4 6 |  |
| 2 | França · Xina                                                              | Richard Gasquet Wu Di                                                      | 6 1        | 6 3 |     |  |
| 3 | França · Xina                                                              | Marion Bartoli / Richard Gasquet Li Na / Wu Di                             | 6 1        | 6 1 |     |  |

#### Austràlia vs. Espanya
| · Austràlia · 1 | Burswood Entertainment Complex, Perth 1 de gener de 2012 Dura interior | Burswood Entertainment Complex, Perth 1 de gener de 2012 Dura interior         | · Espanya · 2 |     |          |  |
| \| \| \| \| 1 \| 2 \| 3 \| \| \| - \| ------------------- \| ------------------------------------------------------------------------------ \| --- \| --- \| -------- \| \| \| 1 \| Austràlia · Espanya \| Jarmila Gajdosova Anabel Medina Garrigues \| 6 3 \| 3 6 \| 6 3 \| \| \| 2 \| Austràlia · Espanya \| Lleyton Hewitt Fernando Verdasco \| 3 6 \| 6 3 \| 5 7 \| \| \| 3 \| Austràlia · Espanya \| Jarmila Gajdosova / Lleyton Hewitt Anabel Medina Garrigues / Fernando Verdasco \| 6 3 \| 3 6 \| [9] [11] \| \| |                                                                        |                                                                                |               |     |          |  |
| |                                                                        |                                                                                | 1             | 2   | 3        |  |
| 1 | Austràlia · Espanya                                                    | Jarmila Gajdosova Anabel Medina Garrigues                                      | 6 3           | 3 6 | 6 3      |  |
| 2 | Austràlia · Espanya                                                    | Lleyton Hewitt Fernando Verdasco                                               | 3 6           | 6 3 | 5 7      |  |
| 3 | Austràlia · Espanya                                                    | Jarmila Gajdosova / Lleyton Hewitt Anabel Medina Garrigues / Fernando Verdasco | 6 3           | 3 6 | [9] [11] |  |

#### Espanya vs. Xina
| · Espanya · 2 | Burswood Entertainment Complex, Perth 3 de gener de 2012 Dura interior | Burswood Entertainment Complex, Perth 3 de gener de 2012 Dura interior | · Xina · 1 |     |   |  |
| \| \| \| \| 1 \| 2 \| 3 \| \| \| - \| -------------- \| --------------------------------------------------------- \| --- \| --- \| - \| \| \| 1 \| Espanya · Xina \| Anabel Medina Garrigues Li Na \| 3 6 \| 1 6 \| \| \| \| 2 \| Espanya · Xina \| Fernando Verdasco Wu Di \| 6 3 \| 6 4 \| \| \| \| 3 \| Espanya · Xina \| Anabel Medina Garrigues / Fernando Verdasco Li Na / Wu Di \| 6 0 \| 6 2 \| \| \| |                                                                        |                                                                        |            |     |   |  |
| |                                                                        |                                                                        | 1          | 2   | 3 |  |
| 1 | Espanya · Xina                                                         | Anabel Medina Garrigues Li Na                                          | 3 6        | 1 6 |   |  |
| 2 | Espanya · Xina                                                         | Fernando Verdasco Wu Di                                                | 6 3        | 6 4 |   |  |
| 3 | Espanya · Xina                                                         | Anabel Medina Garrigues / Fernando Verdasco Li Na / Wu Di              | 6 0        | 6 2 |   |  |

#### Austràlia vs. França
| · Austràlia · 0 | Burswood Entertainment Complex, Perth 3 de gener de 2012 Dura interior | Burswood Entertainment Complex, Perth 3 de gener de 2012 Dura interior | · França · 3 |     |     |  |
| \| \| \| \| 1 \| 2 \| 3 \| \| \| - \| ------------------ \| ------------------------------------------------------------------- \| --- \| --- \| --- \| \| \| 1 \| Austràlia · França \| Jarmila Gajdosova Marion Bartoli \| 0 6 \| 0 6 \| \| \| \| 2 \| Austràlia · França \| Lleyton Hewitt Richard Gasquet \| 2 6 \| 7 5 \| 1 6 \| \| \| 3 \| Austràlia · França \| Jarmila Gajdosova / Lleyton Hewitt Marion Bartoli / Richard Gasquet \| 3 6 \| 4 6 \| \| \| |                                                                        |                                                                        |              |     |     |  |
| |                                                                        |                                                                        | 1            | 2   | 3   |  |
| 1 | Austràlia · França                                                     | Jarmila Gajdosova Marion Bartoli                                       | 0 6          | 0 6 |     |  |
| 2 | Austràlia · França                                                     | Lleyton Hewitt Richard Gasquet                                         | 2 6          | 7 5 | 1 6 |  |
| 3 | Austràlia · França                                                     | Jarmila Gajdosova / Lleyton Hewitt Marion Bartoli / Richard Gasquet    | 3 6          | 4 6 |     |  |

#### Austràlia vs. Xina
| · Austràlia · 2 | Burswood Entertainment Complex, Perth 5 de gener de 2012 Dura interior | Burswood Entertainment Complex, Perth 5 de gener de 2012 Dura interior | · Xina · 1 |     |   |  |
| \| \| \| \| 1 \| 2 \| 3 \| \| \| - \| ---------------- \| ------------------------------------------------ \| --- \| --- \| - \| \| \| 1 \| Austràlia · Xina \| Jarmila Gajdosova Li Na \| 3 6 \| 2 6 \| \| \| \| 2 \| Austràlia · Xina \| Lleyton Hewitt Wu Di \| 6 4 \| 7 5 \| \| \| \| 3 \| Austràlia · Xina \| Jarmila Gajdosova / Lleyton Hewitt Li Na / Wu Di \| 8 5 \| \| \| \| |                                                                        |                                                                        |            |     |   |  |
| |                                                                        |                                                                        | 1          | 2   | 3 |  |
| 1 | Austràlia · Xina                                                       | Jarmila Gajdosova Li Na                                                | 3 6        | 2 6 |   |  |
| 2 | Austràlia · Xina                                                       | Lleyton Hewitt Wu Di                                                   | 6 4        | 7 5 |   |  |
| 3 | Austràlia · Xina                                                       | Jarmila Gajdosova / Lleyton Hewitt Li Na / Wu Di                       | 8 5        |     |   |  |

#### França vs. Espanya
| · França · 2 | Burswood Entertainment Complex, Perth 5 de gener de 2012 Dura interior | Burswood Entertainment Complex, Perth 5 de gener de 2012 Dura interior       | · Espanya · 0 |     |   |             |
| \| \| \| \| 1 \| 2 \| 3 \| \| \| - \| ---------------- \| ---------------------------------------------------------------------------- \| --- \| --- \| - \| ----------- \| \| 1 \| França · Espanya \| Marion Bartoli Anabel Medina Garrigues \| 6 2 \| 6 4 \| \| \| \| 2 \| França · Espanya \| Richard Gasquet Fernando Verdasco \| 6 2 \| 6 4 \| \| \| \| 3 \| França · Espanya \| Marion Bartoli / Richard Gasquet Anabel Medina Garrigues / Fernando Verdasco \| \| \| \| No disputat \| |                                                                        |                                                                              |               |     |   |             |
| |                                                                        |                                                                              | 1             | 2   | 3 |             |
| 1 | França · Espanya                                                       | Marion Bartoli Anabel Medina Garrigues                                       | 6 2           | 6 4 |   |             |
| 2 | França · Espanya                                                       | Richard Gasquet Fernando Verdasco                                            | 6 2           | 6 4 |   |             |
| 3 | França · Espanya                                                       | Marion Bartoli / Richard Gasquet Anabel Medina Garrigues / Fernando Verdasco |               |     |   | No disputat |

## Final
| · República Txeca · 2 | Burswood Entertainment Complex, Perth 7 de gener de 2012 Dura interior | Burswood Entertainment Complex, Perth 7 de gener de 2012 Dura interior | · França · 0 |     |   |             |
| \| \| \| \| 1 \| 2 \| 3 \| \| \| - \| ------------------------ \| -------------------------------------------------------------- \| ---- \| --- \| - \| ----------- \| \| 1 \| República Txeca · França \| Petra Kvitová Marion Bartoli \| 7 5 \| 6 1 \| \| \| \| 2 \| República Txeca · França \| Tomáš Berdych Richard Gasquet \| 7 60 \| 6 4 \| \| \| \| 3 \| República Txeca · França \| Petra Kvitová / Tomáš Berdych Marion Bartoli / Richard Gasquet \| \| \| \| No disputat \| |                                                                        |                                                                        |              |     |   |             |
| |                                                                        |                                                                        | 1            | 2   | 3 |             |
| 1 | República Txeca · França                                               | Petra Kvitová Marion Bartoli                                           | 7 5          | 6 1 |   |             |
| 2 | República Txeca · França                                               | Tomáš Berdych Richard Gasquet                                          | 7 60         | 6 4 |   |             |
| 3 | República Txeca · França                                               | Petra Kvitová / Tomáš Berdych Marion Bartoli / Richard Gasquet         |              |     |   | No disputat |